# Paribas
Banque de Paris et des Pays-Bas (с 1982 года — Paribas) — французский инвестиционный банк, расположенный в Париже. В мае 2000 года он объединился с Banque Nationale de Paris, чтобы сформировать BNP Paribas.

## История
В начале 1820-х годов Луи-Рафаэль Бишоффсхайм основал частное банковское учреждение в Амстердаме под своим именем. Его брат Джонатан-Рафаэль основал филиал в Антверпене в 1827 году, а в 1836 году поселился в Брюсселе. Женившись на Генриетте Гольдшмидт, дочери франкфуртского банкира Хаюма-Саломона Гольдшмидта, Луи-Рафаэль Бишоффсхайм основал банк Bischoffsheim, Goldschmidt & Cie в Париже в 1846 году, а затем в Лондоне в 1860 году. В 1863 году он объединил эти банки в Nederlandsche Credit- en Deposito Bank (NCDB; Banque de Crédit et de Dépôt des Pays-Bas), который он основал в Амстердаме: семья Бишоффсхайм тем самым создала мощный многонациональный банковский конгломерат.

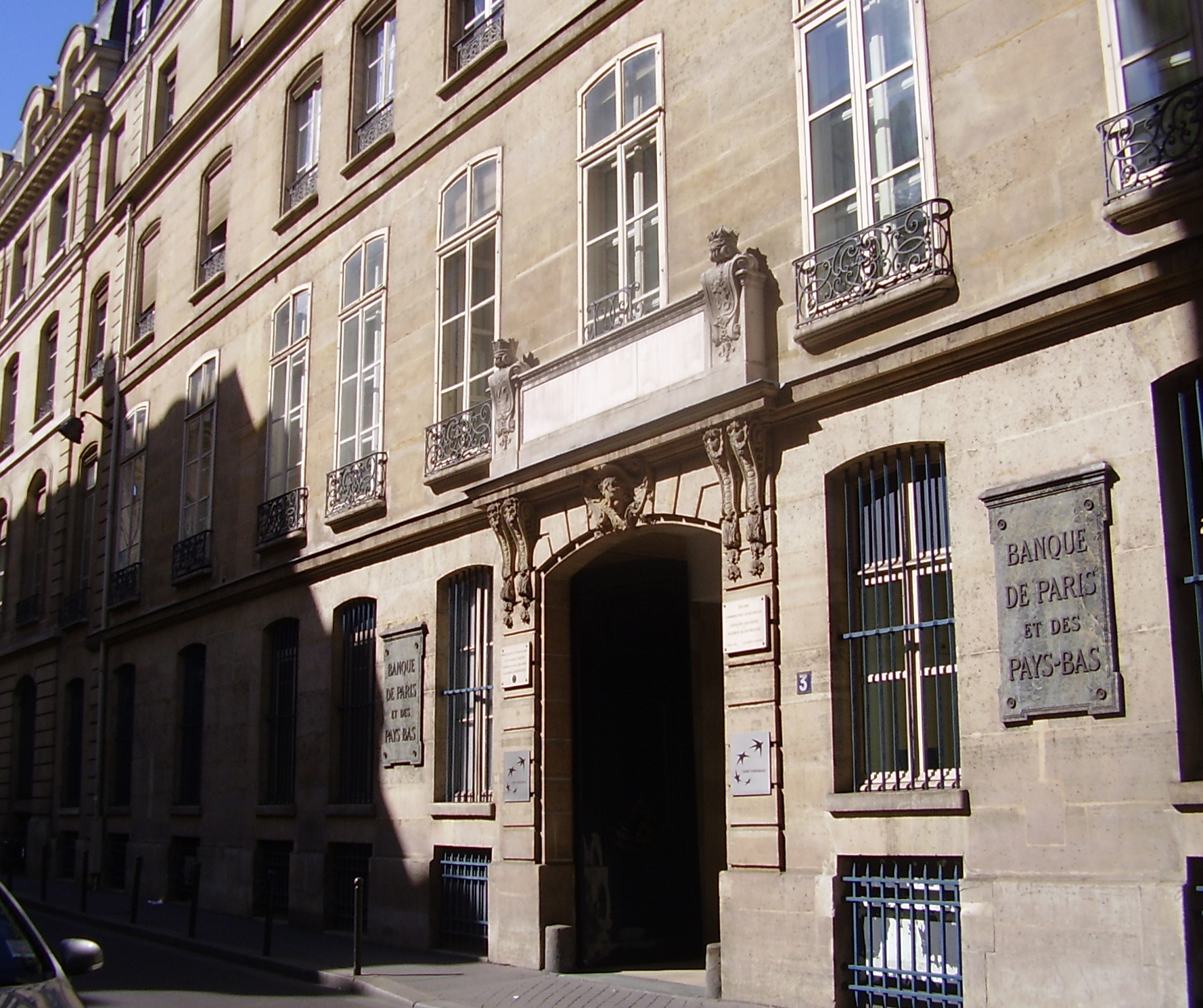
Hotel de Mondragon по адресу 3 rue d'Antin в Париже, последовательно резиденция Banque de Paris (с 1869 года), Banque de Paris et des Pays-Bas (с 1872 года) и BNP Paribas (с 2000 года)

Отдельно в 1869 году группа банкиров и инвесторов, в которую входили Адриен Делаханте, Эдмон Жубер и Энрико Чернуски, с частными банкирами Эженом Гуэном (Тур), Адольфом-Эрнестом Фулдом из семьи Фулд, Э. и А. Шнаппером Штерном (Париж), Бругманом (Брюссель), Титгеном (Копенгаген), основали Банк Парижа (Banque de Paris) со штаб-квартирой рядом с Оперой (Opers) на улице д'Антин, 3 (3 rue d'Antin) в Париже.
Два банка, Banque de Crédit et de Dépôt des Pays-Bas и Banque de Paris, объединились 27 января 1872 года, образовав Banque de Paris et des Pays-Bas.
В течение первого года своего существования новый банк объединил усилия с Crédit Lyonnais, чтобы возглавить финансовый консорциум, созданный для размещения одной трети франко-прусского военного кредита в размере 3 миллиардов франко-прусских франков для французского правительства. Большая часть средств, собранных Banque de Paris et des Pays-Bas, поступила через его брюссельское отделение в результате тесных отношений, установленных с некоторыми немецкими финансистами.
После нескольких лет коллегиального управления банк возглавлял Франсуа-Эрнест Дютийель с 1876 по 1894 год, а затем Гуэн с 1895 года до своей смерти в 1909 году. В течение этого периода организация руководила или участвовала в крупных государственных займах, а также в выпуске акций или облигаций для французских и иностранных частных компаний. Наиболее примечательными среди них были:
- государственные займы для Франции, Бельгии и их соответствующих колониальных империй;
- выдача государственных займов во Франции или Российской империи (с 1888 года);
- эмиссия для балканских государств (часто в сотрудничестве с немецкими банками), для скандинавских стран и для Марокко, с созданием в 1904 году Марокканской долговой администрации;
- выпуски в 1880-х и 1900-х годах для Латинской Америки (часто в сотрудничестве с британскими домами, такими как Barings Bank)[6].

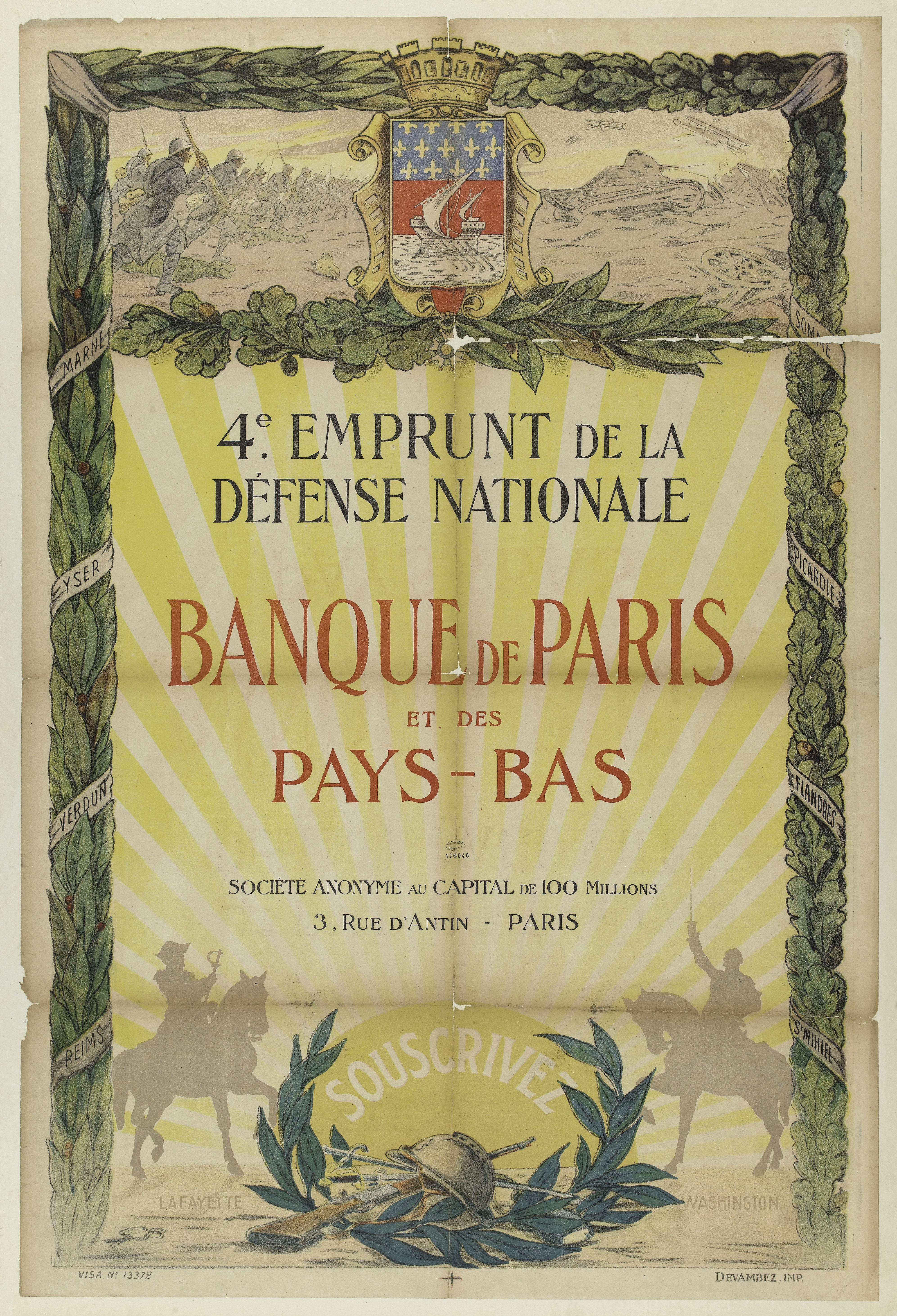
Объявление о выпуске военных облигаций Banque de Paris et des Pays-Bas с 1918 года

Во время Первой мировой войны организация Paribas помогала французскому правительству собирать средства с помощью военных займов «Bons de la Défense Nationale», а также принимала участие в переговорах об открытии кредитных счетов для французского казначейства в Испании, Нидерландах, Швейцарии и Швеции. Она также помогла привлечь финансирование для военной промышленности (Compagnie Nationale de Matières Colorantes et de Produits Chimiques).
Влияние инфляции в 1920-х годах в сочетании с усилиями по реконструкции и мерам по расширению деятельности банка под руководством Горация Файнали (возглавлял банк с 1919 по 1937 год) привело к увеличению капитала банка и дальнейшим инвестициям в промышленные концерны и коммунальные услуги.
Вторая мировая война подорвала капитал Горация Файнали, и банк был отрезан от своих филиалов и корреспондентских банков в союзных странах. Он потерял часть своих зарубежных активов в Центральной Европе и Норвегии. Тем не менее, он помог в разработке промышленных патентов на такие продукты, как альтернативные виды топлива, газодобывающие вещества и горючие сланцы.
Торгово-банковский профиль позволил банку обойти национализацию в 1945 году, и Paribas смог в полной мере воспользоваться законами от 2 декабря 1945 года и 17 мая 1946 года, которые утвердили статус банка с полным спектром услуг. Таким образом, банк был готов свободно развивать свою деятельность в коммерческом банковском деле для французских компаний, а в скором времени и в международном масштабе.
В период с 1960-х по 1980-е годы организация Paribas основала инвестиционный банк в Нью-Йорке, который был расширен до внутренней банковской сети с офисами в ряде стран и начал оказывать услуги по управлению активами частным и институциональным клиентам. В этот период важным руководителем банка являлся Клод де Кемулария. Организация Paribas также направляет свою деятельность на бизнес и участвует в развитии и реструктуризации французской промышленности, включая такие бренды, как Bull и Thomson-CSF.
В 1982 году банк Paribas был национализирован правительством во главе с Пьером Моруа при президенте Франсуа Миттеране в рамках волны национализации, в которую вошли пять крупных промышленных компаний, тридцать девять депозитарных банков и два инвестиционных банка Indosuez и Paribas. В том же году банк принял свой давний телеграфный адрес «Paribas» для своего бренда и фирменного стиля. В январе 1987 года организация Paribas была повторно приватизирована правительством во главе с Жаком Шираком.
В 1998 году организация Paribas приобрела французский банк Compagnie bancaire и впоследствии переименовала себя в Compagnie Financière de Paribas.
В 1999 году организации Banque Nationale de Paris и Société Générale вели сложную битву на фондовом рынке, в которой Société Générale торговался за Paribas, BNP — за Société Générale, а за Paribas проводились встречные торги. Заявка BNP на покупку Société Générale провалилась, но заявка на Paribas увенчалась успехом. Как следствие, слияние BNP и Paribas было завершено год спустя, 22 мая 2000 года, в результате чего был сформирован BNP Paribas.